# Підкаліберний боєприпас

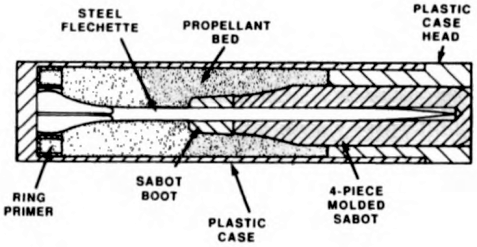
Підкаліберний боєприпас-флешета Steyr ACR

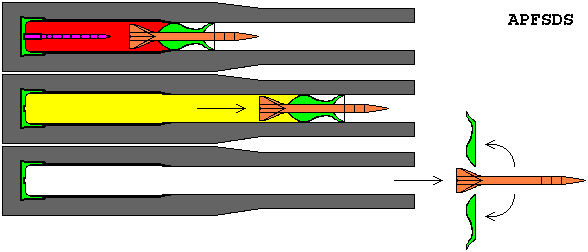
Підкаліберний снаряд

Підкаліберний боєприпас — боєприпас, діаметр якого менший за калібр зброї, яка ним стріляє. 
Правильний рух по каналу ствола підкаліберного снаряда забезпечується провідним пристроєм, який відповідає калібру зброї. Зменшення калібру підкаліберного снаряда призводить до зменшення його маси порівняно з каліберним снарядом, що дозволяє отримати при цьому калібрі гармати значно більшу початкову швидкість. Крім того, у підкаліберного снаряда після відділення в польоті провідних пристроїв зменшується площа поперечного перерізу снаряда, що призводить до поліпшення його балістичного коефіцієнта. Завдяки наявності цих властивостей у підкаліберного снаряда можна отримати значно більшу (до 2 разів) максимальну дальність стрільби, дальність прямого пострілу, різко зменшити час польоту до цілі, підвищити бронепробивність і ймовірність ураження рухомих цілей (літаків, танків тощо) в порівнянні зі звичайними снарядами.
Залежно від способу забезпечення стійкості на польоті підкаліберні снаряди поділяються на обертові і оперені. Оперені підкаліберні снаряди при відповідній конструкції провідних пристроїв можуть вистрілюватися як з гладкоствольних, так і з нарізних гармат. Ведучі пристрої виготовляються з легких металів або полімерних матеріалів. Вони діляться на невідокремлювані в польоті, відокремлювані після вильоту з каналу ствола і ті, що обтискуються при русі по каналу ствола.
Невідокремлювані провідні пристрої зазвичай застосовуються в бронебійних підкаліберних снарядах і руйнуються при ударі об броню, а ураження завдає бронебійний сердечник, виготовлений з металу високої щільності і твердості, наприклад з карбіду вольфраму з домішкою нікелю. Підкаліберні снаряди такої конструкції знайшли широке застосування в Другій світовій війні. Проте вони мали істотний недолік: через великий балістичний коефіцієнт в польоті швидко втрачали швидкість і на траєкторії фактично були каліберними снарядами, а підкаліберними снарядами ставали лише при ударі об броню. У сучасних умовах їх замінили оперені бронебійні підкаліберні снаряди з відокремлюваними провідними пристроями, які, маючи значно більшу швидкість зустрічі з ціллю, довжину і відносну масу (відносно куба калібру ствола), мають потужну ударну дію по броні.